# Proteuxoa plaesiospila
Proteuxoa plaesiospila là một loài bướm đêm thuộc họ Noctuidae. Nó được tìm thấy ở Queensland.